# Teatre Nacional de Miskolc
El Teatre Nacional de Miskolc (en hongarès, Miskolci Nemzeti Színház) és una teatre situat al carrer Széchenyi de Miskolc (Hongria). El teatre és el principal organitzador del Festival d'Òpera de Miskolc (Miskolci Nemzetközi Operafesztivál), un dels esdeveniments culturals importants d'Hongria.
És conegut per ser el primer teatre de pedra a Hongria, encara que no és del tot cert, ja que l'edifici original (construït entre 1819 i 1823, es va inaugurar el 24 d'agost de 1823) va ser destruït per un incendi en 19 de juliol de 1843; també, el primer teatre de pedra estava a la ciutat de Kolozsvár, que, encara que no pertany ara a Hongria, va ser una ciutat hongaresa en aquell moment.
El nou edifici del teatre va ser construït entre 1847 i 1857 i va ser inaugurat el 3 de setembre de 1857. El primer director del teatre va ser Endre Latabár, de la famosa dinastia d'actors Latabár. El 1880 l'edifici va ser modernitzat i s'hi va construir una torre. La torre funciona com una torre de vigilància d'incendis. En el decenni de 1990 l'edifici fou ampliat, essent el doble de la seva grandària.